# Al-Bakkar
Al-Bakkar (arab. البكار) – wieś w Syrii, w muhafazie Dara. W 2004 roku liczyła 833 mieszkańców.